# サマー・オブ・ソウル（あるいは、革命がテレビ放映されなかった時）
『サマー・オブ・ソウル（あるいは、革命がテレビ放映されなかった時）』（サマー・オブ・ソウル（あるいは、かくめいがテレビほうえいされなかったとき）、Summer of Soul (...Or, When the Revolution Could Not Be Televised)）は、アミール・"クエストラヴ"・トンプソンが監督し、1969年のハーレム・カルチュラル・フェスティバルを取り扱った2021年のアメリカ合衆国のドキュメンタリー映画である。2021年1月28日にサンダンス映画祭でワールド・プレミアが行われ、その後2021年6月25日にアメリカ合衆国の一部劇場で上映され、その1週間後の2021年7月2日よりサーチライト・ピクチャーズ配給で劇場公開とHuluでの配信が始まった。批評家からは絶賛され、映像の修復への賞賛の声が挙がった。

## 内容
このドキュメンタリーはハーレムのマウント・モリス・パーク（現在のマーカス・ガーヴェイ・パーク）で1969年に6週間にわたって開催されたハーレム・カルチュラル・フェスティバルを検証している。多くの観客とスティーヴィー・ワンダー、マヘリア・ジャクソン、ニーナ・シモン、フィフス・ディメンション、ザ・ステイプル・シンガーズ、グラディス・ナイト&ザ・ピップス、ブリンキー・ウィリアムス、スライ&ザ・ファミリー・ストーン、チェンバーズ・ブラザーズらパフォーマーが集まったが、ポップカルチャーでは無名のフェスティバルとして見られており、製作陣はそのことについて探求する。

## 製作
テレビプロデューサーのハル・トゥルチンは1969年のハーレム・カルチュラル・フェスティバルの様子を約40時間にわたってビデオテープに記録したもののその後地下室に保管し、約50年のあいだ未発表のままにされてきた。2004年にヒストリック・フィルムズ・アーカイヴの映画アーキビストであるジョン・ラウロによってその存在が発見されると彼はトゥルチンにコンタクトを取った。彼は映画化のために映像をデジタル化、カタログ化した。2006年にラウロはロバート・ゴードンとモーガン・ネヴィルと共にこのフェスティバルの物語を伝える契約を交わしたが、後日トゥルチンが要求を変更し、映像の使用を拒否したためにこの契約は実現しなかった。その後プロデューサーのロバート・フィヴォレントが元のプロデューサーが映像の映画・テレビ化権を獲得した。

## 公開
2021年1月28日にサンダンス映画祭でプレミア上映され、米国ドキュメンタリー・コンペティション部門で審査員大賞と観客賞を受賞した。映画の権利はサーチライト・ピクチャーズとHuluが獲得した。アメリカ合衆国では2021年6月25日にロサンゼルスのエル・キャピタン・シアターとニューヨークのAMCマジック・ジョンソン・ハーレム9・マルチプレックスで上映され、その1週間後に全国の劇場での公開とHuluでの配信が始まった。2021年7月30日にアメリカ国外でも劇場及びDisney+ ホットスター、11月19日にはDisney+のStarとStar+で配信された。日本では2021年8月27日に劇場公開された後にDisney+のStarで配信開始された。
2021年4月22日、クエストラヴが音楽監督を務めた第93回アカデミー賞授賞式で予告編の公開が告知され、4月25日に初公開された。

## 評価

### 興行収入
北アメリカでは公開発週末に752館で65万ドル、1館平均で865ドルを売り上げた。

### 批評家の反応
Rotten Tomatoesでは206件の批評で支持率は99%、平均点は9.1/10となり、「信じられないようなライブ映像と一連の明確なインタビューを巧みに織り交ぜながら。『サマー・オブ・ソウル』は分水嶺となった瞬間の精神と背景を捉え、それを現在にしっかりと結びつけている」とまとめられた。Metacriticでは38件の批評に基づいて加重平均値は96/100と示された。
『ローリング・ストーン』誌は「2021年のサンダンスの幕開けに相応しい映画」であり「信じがたいほど重要な修復、そして再生行為」であると賞賛された。『ガーディアン』は5ツ星をつけ、「アミール・"クエストラヴ"・トンプソンの『サマー・オブ・ソウル（あるいは、革命がテレビ放映されなかった時）』の中心にはとても印象的で豊かな力を持った瞬間があり、見ていて現実に息をするのを忘れてしまった」と評した。
イギリスの評論家のマーク・カーモードはBBCラジオ5ライブのカーモード&メイヨーズ・フィルム・レビューでこの映画を「私がこれまで見た中で最高の音楽ドキュメンタリー」と評した。

### 受賞とノミネート
| 映画祭・賞                                         | 発表日         | 部門                                    | 候補 | 結果                  | 参照          |
| -------------------------------------------------- | -------------- | --------------------------------------- | --- | --------------------- | ------------- |
| サンダンス映画祭                                   | 2021年2月3日   | 審査員大賞 (ドキュメンタリー)           | 『サマー・オブ・ソウル（あるいは、革命がテレビ放映されなかった時）』                                                                               | 受賞                  | [ 6 ]         |
| サンダンス映画祭                                   | 2021年2月3日   | 観客賞 (ドキュメンタリー)               | 『サマー・オブ・ソウル（あるいは、革命がテレビ放映されなかった時）』                                                                               | 受賞                  | [ 6 ]         |
| クリティクス・チョイス・ドキュメンタリー・アワード | 2021年11月14日 | ドキュメンタリー作品賞                  | 『サマー・オブ・ソウル（あるいは、革命がテレビ放映されなかった時）』                                                                               | 受賞                  | [ 21 ]        |
| クリティクス・チョイス・ドキュメンタリー・アワード | 2021年11月14日 | アーカイヴァル・ドキュメンタリー賞      | 『サマー・オブ・ソウル（あるいは、革命がテレビ放映されなかった時）』                                                                               | 受賞                  | [ 21 ]        |
| クリティクス・チョイス・ドキュメンタリー・アワード | 2021年11月14日 | 音楽ドキュメンタリー賞                  | 『サマー・オブ・ソウル（あるいは、革命がテレビ放映されなかった時）』                                                                               | 受賞                  | [ 21 ]        |
| クリティクス・チョイス・ドキュメンタリー・アワード | 2021年11月14日 | 第1回ドキュメンタリー作品賞             | アミール・"クエストラヴ"・トンプソン | 受賞                  | [ 21 ]        |
| クリティクス・チョイス・ドキュメンタリー・アワード | 2021年11月14日 | 監督賞                                  | アミール・"クエストラヴ"・トンプソン (『THE RESCUE 奇跡を起こした者たち』のエリザベス・チャイ・ヴァサルヘリィとジミー・チンとタイ)                 | 受賞                  | [ 21 ]        |
| クリティクス・チョイス・ドキュメンタリー・アワード | 2021年11月14日 | 編集賞                                  | ジョシュア・L・ピアソン | 受賞                  | [ 21 ]        |
| ゴッサム・インディペンデント映画賞                 | 2021年11月29日 | ドキュメンタリー作品賞                  | 『サマー・オブ・ソウル（あるいは、革命がテレビ放映されなかった時）』                                                                               | ノミネート            | [ 22 ]        |
| ナショナル・ボード・オブ・レビュー賞               | 2021年1月3日   | ドキュメンタリー映画賞                  | 『サマー・オブ・ソウル（あるいは、革命がテレビ放映されなかった時）』                                                                               | 受賞                  | [ 23 ]        |
| デトロイト映画批評家協会賞                         | 2021年12月6日  | ドキュメンタリー賞                      | 『サマー・オブ・ソウル（あるいは、革命がテレビ放映されなかった時）』                                                                               | 受賞 (『Flee』とタイ) | [ 24 ]        |
| ワシントンD.C.映画批評家協会賞                     | 2021年12月6日  | ドキュメンタリー賞                      | 『サマー・オブ・ソウル（あるいは、革命がテレビ放映されなかった時）』                                                                               | 受賞                  | [ 25 ]        |
| ボストン映画批評家協会賞                           | 2021年12月12日 | ドキュメンタリー賞                      | 『サマー・オブ・ソウル（あるいは、革命がテレビ放映されなかった時）』                                                                               | 受賞                  | [ 26 ] [ 27 ] |
| シカゴ映画批評家協会賞                             | 2021年12月15日 | ドキュメンタリー賞                      | 『サマー・オブ・ソウル（あるいは、革命がテレビ放映されなかった時）』                                                                               | 受賞                  | [ 28 ]        |
| ロサンゼルス映画批評家協会賞                       | 2021年12月18日 | ドキュメンタリー/ノンフィクション映画賞 | 『サマー・オブ・ソウル（あるいは、革命がテレビ放映されなかった時）』                                                                               | 受賞                  | [ 29 ]        |
| ロサンゼルス映画批評家協会賞                       | 2021年12月18日 | 編集賞                                  | ジョシュア・L・ピアソン | 受賞                  | [ 29 ]        |
| ダラス・フォートワース映画批評家協会賞             | 2021年12月20日 | ドキュメンタリー映画賞                  | 『サマー・オブ・ソウル（あるいは、革命がテレビ放映されなかった時）』                                                                               | 受賞                  | [ 30 ]        |
| フロリダ映画批評家協会賞                           | 2021年12月21日 | ドキュメンタリー映画賞                  | 『サマー・オブ・ソウル（あるいは、革命がテレビ放映されなかった時）』                                                                               | 受賞                  | [ 31 ]        |
| サテライト賞                                       | 2022年1月5日   | ドキュメンタリー映画賞                  | 『サマー・オブ・ソウル（あるいは、革命がテレビ放映されなかった時）』                                                                               | 未決定                | [ 32 ]        |
| EDA賞                                              | 2022年1月      | ドキュメンタリー賞                      | 『サマー・オブ・ソウル（あるいは、革命がテレビ放映されなかった時）』                                                                               | 未決定                | [ 33 ]        |
| シネマ・アイ・オナーズ                             | 2022年1月13日  | ノンフィクション作品賞                  | アミール・"クエストラヴ"・トンプソン、ジョセフ・パテル、ロバート・フィヴォレント、デヴィッド・ダイナースタイン                                     | 未決定                | [ 34 ]        |
| シネマ・アイ・オナーズ                             | 2022年1月13日  | 監督賞                                  | アミール・"クエストラヴ"・トンプソン | 未決定                | [ 34 ]        |
| シネマ・アイ・オナーズ                             | 2022年1月13日  | デビュー賞                              | アミール・"クエストラヴ"・トンプソン | 未決定                | [ 34 ]        |
| シネマ・アイ・オナーズ                             | 2022年1月13日  | 観客賞                                  | アミール・"クエストラヴ"・トンプソン | 未決定                | [ 34 ]        |
| シネマ・アイ・オナーズ                             | 2022年1月13日  | 編集賞                                  | ジョシュア・L・ピアソン | 未決定                | [ 34 ]        |
| シネマ・アイ・オナーズ                             | 2022年1月13日  | 音響デザイン賞                          | ジミー・ダグラス、ポール・シュー | 未決定                | [ 34 ]        |
| グラミー賞                                         | 2022年1月31日  | 音楽映画賞                              | アミール・"クエストラヴ"・トンプソン (ビデオ監督); デヴィッド・ダイナースタイン、ジョセフ・パテル、ロバート・フィヴォレント (ビデオプロデューサー) | 未決定                | [ 35 ]        |
| ロンドン映画批評家協会賞                           | 2022年2月6日   | ドキュメンタリー賞                      | 『サマー・オブ・ソウル（あるいは、革命がテレビ放映されなかった時）』                                                                               | 未決定                | [ 36 ]        |
| 全米製作者組合賞                                   | 2022年2月26日  | ドキュメンタリー映画賞                  | 『サマー・オブ・ソウル（あるいは、革命がテレビ放映されなかった時）』                                                                               | 未決定                | [ 37 ]        |
| インディペンデント・スピリット賞                   | 2022年3月6日   | ドキュメンタリー作品賞                  | 『サマー・オブ・ソウル（あるいは、革命がテレビ放映されなかった時）』                                                                               | 未決定                | [ 38 ]        |

## 関連文献
- “Parks and Recreation: Harlem at a Crossroads in the Summer of '69”. Poverty & Race.   Poverty and Race Research Action Council (2017年6月). 2021年12月29日閲覧。